# Michały (Polska)
Michały – wieś w Polsce położona w województwie łódzkim, w powiecie łęczyckim, w gminie Witonia.
W latach 1975–1998 miejscowość administracyjnie należała do województwa płockiego.